# Animal Kingdom (Band)
Animal Kingdom ist ein Indie-Rock-Trio aus South London, Großbritannien.

## Geschichte
Während seines Studiums an einer Londoner Kunsthochschule lernte Richard Sauberlich (Sänger, Gitarrist und Pianist) den Bassisten Hamish Crombie kennen. Als die beiden kurz darauf die Bekanntschaft des Schlagzeugers Geoff Lea machten, war die Gruppe komplett, und die Musiker unterzeichneten 2008 einen Plattenvertrag mit Warner Records.
Anfang 2009 nahm die Band in Seattle ihr erstes Album Signs and Wonders auf. Produziert wurde es von Phil Ek (Fleet Foxes, The Walkmen). Das Debüt erhielt positive Kritiken. Obwohl es in den USA nur digital erschien, machte iTunes den Song „Tin Man“ zur Single der Woche und ernannte Animal Kingdom zur besten neuen Alternative-Band. Um die Albumveröffentlichung herum tourte die Band ausgiebig durch Großbritannien.
2009 begleiteten Animal Kingdom die britische Band Snow Patrol bei ihrer Take Back the Cities Tour als Vorgruppe.
Nach dem Wechsel zur Universal Music Group im Jahre 2011 nahmen sie in einer alten, zu einem Tonstudio umgebauten, Kirche im Norden Londons neuen Songs auf. Im hauseigenen Studio ihres Produzenten David Kosten (Bat For Lashes, Everything Everything) stellte die Band das Album The Looking Away im Sommer 2012 fertig. Anschließend begab sie sich als Vorgruppe von Maxïmo Park auf Europatournee.

## Diskografie

### Alben
- 2009: Signs and Wonders
- 2012: The Looking Away

### Singles
- 2009: Chalk Stars
- 2009: Tin Man
- 2010: Two by Two
- 2010: Signs and Wonders
- 2012: Strange Attractor